# Otto Flake
Otto Flake (ur. 29 października 1880 w Metz, zm. 10 listopada 1963 w Baden-Baden) – pisarz niemiecki.

## Biografia
Otto Flake dorastał w Colmar w Alzacji, po ukończeniu gimnazjum rozpoczął studia germanistyczne, filozoficzne i historii sztuki w Strasburgu. 

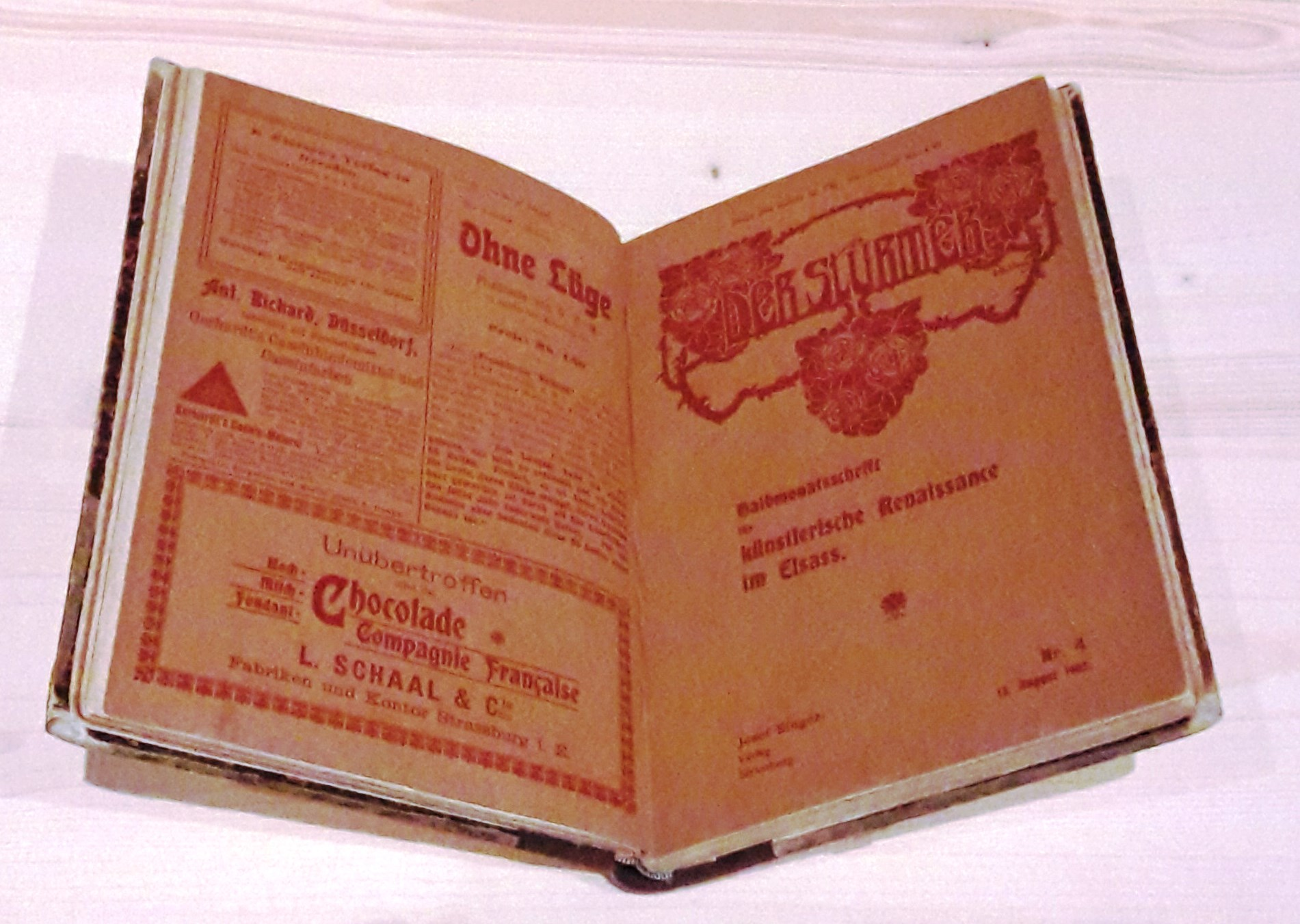
Alzackie czasopismo „Der Stürmer”

W 1902 wspólnie z René Schickelem i Ernstem Stadlerem założył w Strasburgu czasopismo poświęcone odrodzeniu literatury i sztuki alzackiej „Der Stürmer” (nie mylić z wydawanym w latach 1923–1945 tygodnikiem NSDAP o tej samej nazwie) – organ grupy artystycznej Das jüngste Elsaß, do której należał również m.in. Hans Arp.
Pracę rozpoczął jako współpracownik periodyku „Neue Rundschau” w Paryżu i Berlinie. W tamtym czasie należał do najczęściej drukowanych pisarzy Republiki Weimarskiej. O licznych podróżach z tamtego okresu opowiedział Otto Flake w zbiorze esejów Dziennik okrętowy opublikowanym w wydawnictwie S. Fischera w 1917 r. Jedną z napotkanych po drodze osób był poznany w Stambule dziennikarz, orientalista i socjaldemokrata Friedrich Schrader (występujący w książce jako „Dr. S.”). Podczas I wojny światowej Flake pracował w administracji cywilnej w Brukseli.
W 1918 r. pisarz osiedlił się w Zurychu i przyłączył się do grupy dadaistów, reprezentantów aktywnego w latach 1916-1923 prądu w sztuce, zarówno literackiej, jak i malarskiej.
Liczne podróże po Europie zaprowadziły Otto Flakego w końcu do Baden-Baden, gdzie od roku 1928 żył ze swoją rodziną,
We wstępie do swojej powieści Hortense albo powrót do Baden-Baden, opublikowanej w 1933 r., pisze:

Zastanawia mnie fakt, iż dotąd żaden pisarz nie napisał powieści opiewającej najlepsze czasy Baden-Baden (1845-1869)

Istotnie, udało mu się w tej powieści mistrzowsko odtworzyć atmosferę szykownego dziewiętnastowiecznego kurortu i zasłużył nią na ogólne uznanie.
Uznania w żadnym razie nie przysporzyło mu podpisanie deklaracji lojalności wobec Adolfa Hitlera na prośbę swojego wydawcy, Samuela Fischera (na którego późniejszym pogrzebie zresztą jako jedyny spośród pisarzy wydawanych przez Fischera zdecydował się wygłosić mowę). Wśród znaczących literatów, wśród których byli np. Thomas Mann, Bertolt Brecht czy Alfred Döblin wywołało to oburzenie, doprowadzili oni do artystycznej izolacji Otto Flakego. Z tego powodu pisarz tuż po wojnie, byleby tylko zdobyć środki do życia, był zmuszony do publikacji nawet dwóch powieści kryminalnych, ukrywając się pod anagramem Leo F. Kotta.
Wyjście z izolacji umożliwiły Flakemu francuskie wojska okupacyjne, które w 1945 r. powołały go na stanowisko członka rady kulturalnej miasta, która odpowiadała za organizację wystaw i prelekcji. Również Otto Flake często organizował swoje wieczory autorskie. Dorobek autorski stał się znany szerszej publiczności dopiero po latach dzięki wsparciu swoich lektorów, Rolfa Hochhutha i Petera Härtlinga.
Ponieważ pisarz pochodził z od lat spornego terytorium Alzacji i Lotaryngii i od podszewki znał zawikłane stosunki niemiecko-francuskie, zaangażował się nie tylko literacko w mediacje między Francuzami i Niemcami. Wraz z innymi aktywnymi osobistościami udało mu się osiągnąć, że w Baden-Baden, kwaterze głównej francuskich wojsk okupacyjnych po II wojnie światowej między Niemcami i Francuzami po początkowych problemach zapanowały najpierw pokojowe a później wręcz przyjacielskie stosunki. Ten wielki indywidualista napisał w okołowojennych latach zwięzłą autobiografię Zmierzcha się, a później liczne warte uznania, a jeszcze niedocenione dzieła (np. Old Man, Fortunat, Dziewczyna z Monthiver, Zamek Ortenau, zbiór opowiadań Fińskie noce).
Otto Flake zmarł 10 listopada 1963 r. w Baden-Baden. Spuścizna po nim znajduje się w bibliotece miejskiej uzdrowiska.